# Donal Logue
Donal Francis Logue (ur. 27 lutego 1966 w Ottawie) – kanadyjski aktor filmowy i telewizyjny irlandzkiego pochodzenia.

## Życiorys
Kształcił się w Central Union High School w El Centro, studiował następnie historię na Uniwersytecie Harvarda. Karierę aktorską zaczął w filmach telewizyjnych, w kinie zadebiutował rolą w filmie Sneakers z 1992. Rok później partnerował Jeffowi Danielsowi w Gettysburgu. Zaczął regularnie występować w produkcjach filmowych, grał m.in. w Diabolique, Cienkiej czerwonej linii, Patriocie i Zodiaku. Za główną rolę w The Tao of Steve z 2000 otrzymał specjalną nagrodę jury na Sundance Film Festival. W latach 2003–2005 wystąpił w kilkunastu odcinkach serialu Ostry dyżur. Powierzono mu również główną rolę w serialu Uziemieni. Wcielał się następnie m.in. w króla Horika w Wikingach (postać wzorowaną na Eryku I) oraz Harveya Bullocka w Gotham.

## Filmografia
- 1992: Sneakers
- 1993: Z archiwum X
- 1993: And the Band Played On
- 1993: Gettysburg
- 1994: Małe kobietki
- 1994: W sieci
- 1995: Małolaty ninja na wojennej ścieżce
- 1995: Miami Rhapsody
- 1996: Diabolique
- 1996: Najlepszy kumpel Pana Boga
- 1996: Eye for an Eye
- 1996: Jerry Maguire
- 1996: Public Morals
- 1997: Metro
- 1998: A Bright Shining Lie
- 1998: Blade: Wieczny łowca
- 1998: Cienka czerwona linia
- 1999: Uciekająca panna młoda
- 2000: Million Dollar Hotel
- 2000: Patriota
- 2000: Uwikłany
- 2000: The Opportunists
- 2000: The Tao of Steve
- 2000: Track Down
- 2003: Amerykański splendor
- 2003: Confidence
- 2005: Jak w niebie
- 2005: Uziemieni
- 2006: Sposób na rekina (dubbing)
- 2006: Tydzień kawalerski
- 2007: Jak obrabować Micka Jaggera
- 2007: Ghost Rider
- 2007: The Ex
- 2007: Zodiak
- 2008: Max Payne
- 2009: Lokator
- 2010: Charlie St. Cloud
- 2010: Terriers
- 2011: Dr House
- 2011: Shark Night
- 2012: Synowie Anarchii
- 2013: CBGB
- 2013: Stróż prawa
- 2013: Wikingowie
- 2014: Prawo i porządek: sekcja specjalna
- 2014: Gotham
- 2019: Stumptown
- 2020: Dummy
- 2021: All My Puny Sorrows
- 2021: Departure
- 2021: Resident Evil: Witajcie w Raccoon City
- 2025: Detektyw Murdoch